# Werner Kern (Betriebswirt)
Werner Kern (* 14. Mai 1927 in Berlin; † 9. Juni 2014 in Köln) war ein deutscher Betriebswirt und zuletzt Professor der Universität zu Köln.

## Leben
Werner Kern wurde am 14. Mai 1927 in Berlin geboren. 1953 schloss er sein Studium an der Technischen Hochschule Darmstadt als Diplom-Wirtschaftsingenieur ab. Dort promovierte er während seiner Zeit als wissenschaftlicher Mitarbeiter 1957 zum Dr. rer. pol. 
1960 folgte die Habilitation an der TH Darmstadt. Nach Lehrtätigkeiten in Darmstadt und Frankfurt/Main folgte er 1963 dem Ruf auf das Ordinariat für Betriebswirtschaftslehre an der TH Braunschweig. 1967 bis zu seinem Ruhestand wirkte er als Universitätsprofessor für Betriebswirtschaftslehre an der Universität zu Köln.

## Forschung
Durch seine wegweisenden Arbeiten auf den Gebieten Investitionstheorie, Rechnungswesen und Operations Research sowie in besonderer Weise der Industriebetriebslehre beziehungsweise der Produktionswirtschaft reicht sein Einfluss in diesen Wissenschaftsfeldern über seine aktive Zeit hinaus.

## Werner-Kern-Preis
Der Werner-Kern-Preis wurde zu seinem 70. Geburtstag am 14. Mai 1997 von seinen Schülern gestiftet und wird alle zwei Jahre von der Wissenschaftlichen Kommission Produktionswirtschaft im Verband der Hochschullehrer für Betriebswirtschaft verliehen. Träger des Preises, der mit 5000 € dotiert ist, ist der Werner Kern Verein für produktionswirtschaftliche Forschung in Köln. Dem Verein gehören derzeit rund 50 Mitglieder aus der Wissenschaft und Führungspositionen der Wirtschaft an. Prämiert werden damit qualifizierte Promotions- und Habilitationsschriften sowie Forschungsberichte von Autoren aus dem deutschsprachigen Raum, die neue zukunftsweisende Akzente für die produktionswirtschaftliche Forschung und ihre Umsetzung in die Praxis gesetzt haben.
Liste der bisherigen Preisträger:
- 1997: Kai Ingo-Voigt
- 1998:  Thomas Spengler
- 1999/2000: Armin Scholl
- 2001/2002: Marcus Schweitzer
- 2003/2004: Georg Krieg
- 2005/2006: Ralph Scheubrein
- 2007/2008: Alexander Baumeister
- 2009/2010: Florian Sahling
- 2011/2012: Tobias Schulz und Kai Wittek
- 2013/2014: Thomas Kirschstein
- 2015/2016: Karina Copil

## Schüler
Während seiner Tätigkeit als Hochschullehrer hat Werner Kern eine große Zahl an Wissenschaftlern akademisch betreut. Zu seinen innerhalb der deutschsprachigen Betriebswirtschaftslehre bedeutendsten Schülern gehören
- Jürgen Bode
- Hans Corsten, Professor für Produktionswirtschaft, TU Kaiserslautern
- Hans-Horst Schröder, Professor für Technologie- und Innovationsmanagement, RWTH-Aachen
- Stephan Zelewski, Professor für Produktionswirtschaft, U Duisburg-Essen, Essen